# أليخاندرو فوينتيس
اليخاندرو فوينتيس (بالنرويجية: Alejandro Fuentes)‏ (و. 1987  م) هو مغني نرويجي، ولد في تشيلي.

## وصلات خارجية
- اليخاندرو فوينتيس على موقع IMDb (الإنجليزية)
- اليخاندرو فوينتيس على موقع ميوزك برينز (الإنجليزية)
- اليخاندرو فوينتيس على موقع أول ميوزيك (الإنجليزية)
- اليخاندرو فوينتيس على موقع ديسكوغز (الإنجليزية)
- أليخاندرو فوينتيس في قاعدة بيانات الأفلام على الإنترنت